# Bérénice Bejo
Bérénice Bejo (Buenos Aires, Argentina, 7 de julho de 1976) é uma atriz franco-argentina. Filha do cineasta argentino Miguel Bejo. Quando ela tinha 3 anos de idade, a família mudou-se para  Paris, França. Ela começou seu carreira na década de 1990, atuando em vários papéis na televisão francesa e produções cinematográficas.
Ela fez sua estreia no cinema americano como Christiana em Coração de Cavaleiro (2001), mas teve seu reconhecimento como Peppy Miller no sucesso de crítica e público O Artista (2011), que foi escrito e dirigido por seu marido, Michel Hazanavicius. Por ele, foi indicada como Melhor Atriz Coadjuvante nos Globos de Ouro, no Screen Actors Guild e ao Oscar. Ela também foi indicada como Melhor Atriz Principal no BAFTA e ganhou o César de Melhor Atriz.

## Filmografia parcial
- Les sœurs Hamlet (1998)
- A Cativa (La captive, 2000)
- Meilleur espoir féminin (2000)
- Coração de Cavaleiro (A Knight's Tale, 2001)
- 24 heures de la vie d'une femme (2001)
- Comme un avion (2002)
- Sem Ela (Sans elle, 2003)
- Le grand rôle (2004)
- Agente 117 (OSS 117: Le Caire, nid d'espions, 2006)
- Modern Love (2008)
- Bouquet final (2008)
- O Artista ( 2011)
- Polulaire (2012)
- Le Passé (2013)
- The Extraordinary Journey of the Fakir (2018)